# Speocera amazonica
Speocera amazonica är en spindelart som beskrevs av Brignoli 1978. Speocera amazonica ingår i släktet Speocera och familjen Ochyroceratidae. Inga underarter finns listade i Catalogue of Life.